# 二重譲渡
二重譲渡（にじゅうじょうと）とは、ある物や権利を他者（第一譲受人）に譲渡した譲渡人が同一物を第三者（第二譲受人）へも譲渡する関係をいう。この場合に、2人の譲受人の間でどちらが優先するかについての議論がなされる。なお、制限物権の二重設定や所有権譲渡と制限物権設定の競合の場合にも同様の議論がある。
- 以下、日本の制度に基づき説明し、民法については条数のみ記載する。

## 概説
民法、特に物権の基本的性質すなわち物権的効力は債権的作用を介して導出されることを理解するための設例として、主に物権変動の理論のために最も用いられる問題でもある。債権的作用がいかなるものかについては、契約における当事者双方の権利および義務の使役的作用とし、それが行われるか否かという観点から論じられることが多い。しかし、契約は、締結および成立と履行および消滅という、異なる二つの法性質をあわせ持ったものであり、二重譲渡が問題とされるのは後者によるから、現実的には、総当事者の権利および義務について、関係性の観点から、それら効力の調整的考量が必要となる。なお、これは準物権変動である債権譲渡についても同様である。
典型的な二重譲渡の例としては、AがBに対象となる特定物Xを売却した後、Aが、Xを他のCにも売却する関係が挙げられる。
以下では、まず、上記対象物Xを不動産として、不動産物権変動における二重譲渡について説明し、続いて動産の物権変動についても説明する。

## 不動産物権変動

### 総説
不動産の取得を「第三者」へ対抗（譲受人が自分が所有権を取得したことを「第三者」に主張すること）するためには、対抗要件として当該不動産についての所有権移転登記を要するものとされている（民法177条）。二重譲渡における譲受人相互間の優劣処理については、「登記具備の先後によって優劣を決する」という結論に異論はない。つまり、第一譲受人と第二譲受人の間で先に自らを譲受人とする不動産所有権移転登記を行ったものが当該不動産に関する権利を取得することとなる。これは、売買契約の先後としては、第一譲受人の方が先に締結している場合（さらに例えば代金の支払いを完了しているような場合）であっても、後から契約した第二譲受人が先に登記を完了した場合には、そちらの売買契約が優先して有効になる可能性を正面から認めていることとなる。
しかし、第176条は意思表示によって物権変動が生じると規定しており、これに忠実に従うなら、上に述べたように第二譲渡が有効となる余地はないとも考えられる。そこで、なぜ第一譲渡を終え、すでに対象物を売却して無権利者になっているはずの原所有者がする第二譲渡が有効となりうるのか、その理論的説明が必要となる。言い換えれば、時系列的に見れば先に契約として完了した第一譲渡のみが有効で優位するのが筋とも考えられるために、第二譲渡がそもそも第一譲渡と対等な競合関係になる根拠の説明が必要となる。

### 判例・諸学説
判例は、第176条の文言を重視して、第一譲渡の意思表示によって物権変動は生じているとし、ただ、物権変動は一時点をもって決するような明確なものではなく登記を備えるまでは外部から分からないため確定的でない、と考える。したがって、譲渡人は完全な無権利者にはなっていないため、第二譲渡も有効となるのである。
かかる判例の理解を不完全物権変動説であると理解する向きもあるが、他にも、段階的物権変動論（代金の支払・引渡しも考慮して観念上分割的段階的に物権変動を捉える）・公信力説（登記に一種の公信力を認める）・否認権説（登記を備えた者が177条の第三者の物権変動を否認する権利を有する）など、諸種の学説が主張されており、民法学全体の中でも争いが錯綜している論点の1つとなっている。もっとも、判例は不明確ながら上記理解で固まっている観があり、その上で個別の理論で事例処理している。

### 所有権の移転時期
所有権の移転について、判例は原則として、①所有権移転を究極の目的とする法律行為がなされたときとしており、例外的に②特約がある場合はその特約に従い、③所有権移転の障害となる特段の事情があるときは、その事情が解消したとき（他人物売買のときは売主が所有者から所有権を取得するか、追認＝処分授権を受けたとき、不特定物売買のときは特定のとき）としている。
なお、この所有権の移転時期の命題は、債権の売買が行われた場合の債権の移転時期にも当てはめることができる。

### 背信的悪意者
第一譲受人が登記を備えていない場合でも、第二譲受人が、第一譲渡がされたことを知っており（悪意）、かつ信義則に反するような動機・態様で譲り受けた者（背信的悪意者）であるときは、第一譲受人は、登記がなくても第二譲受人に対抗できる（判例・通説）。もっとも、背信的悪意者から買い受けた者が善意であれば、その者には対抗できない(最判平成8年10月29日民集50巻9号2509頁)。
物権変動を対抗するために登記を要する「第三者」とは、物権変動の当事者本人及び相続人などのその包括承継人以外の者であって、登記の欠缺を主張するにつき正当の利益を有する者、とされている。これは、一般的な用語法において「第三者」という語句の持つ意味である当事者（及びそれと同視される者）以外の者、という要件に加えて、登記の欠缺を主張するにつき正当の利益を有する者、という要件を加えていることになる（結果、含まれる者を限定している）。これは、177条の趣旨は、物権変動が問題になっている場面で、当該物権変動が認められることについて法律上の利害関係を有する者を保護することにあることから、正当の利益を有さず保護に値しない者を第三者に含める必要がないことを根拠として、縮小解釈がなされるものである。
背信的悪意者であっても、物権変動の当事者及びその包括承継人以外の者ならば、その物権変動が認められれば物権者としての地位に影響を受ける立場にあることから、法律上の利害関係は有していると言える。しかし、自分が第二譲受人であることを知った上で信義則に違反するような動機・態様で譲り受けた者が有する「利益」は、法律上、正当なものとはいえず、これにより「第三者」とはいえないと解されている（この場合は、その第二譲受人に対しては、第一譲受人は登記の具備なくして物権変動の効果を主張できる）。
なお、この背信的悪意者排除の理論は債権の二重譲渡の場合にも妥当する。すなわち、467条2項の「第三者」とは、債権譲渡の当事者及びその包括承継人以外の者であって対抗要件欠缺を主張するにつき正当の利益を有する者と定義され、背信的悪意者はこれに該当しないとされるのである。

## 動産物権変動
以上の関係は、占有を対抗要件とする動産についても一応当てはまるが（第178条）、動産の場合は即時取得の制度（192条）があるので、状況はやや複雑である。
1. 第一譲受人が現実の引渡し（182条1項）ないし簡易の引渡し（同条2項）によって対抗要件を備えた場合は、第二譲受人が引渡しを受ける可能性はなくなるので、第一譲受人が確定的に所有権を取得することに問題ない。第二の動産売買は他人物売買となる。
2. 第一譲受人が占有改定（183条）によって対抗要件を備えた場合は、動産の直接占有は譲渡人の下にあるので、重ねて譲り受けた第二譲受人が引渡しを受ける可能性がある。
  1. そのうち、第二譲受人が善意・無過失で現実の引渡しを受けた場合は、第二譲受人に即時取得が成立し、第一譲受人は所有権を失う。
  2. 一方、第二譲受人が占有改定を受けたにすぎない場合は、即時取得は成立しないと解するのが判例である（最判昭和35年2月11日民集14巻2号168頁）。

## 刑法との関係
民法上の優劣関係とはまた別途に、二重譲渡を行った場合に、譲渡人または第二譲受人に関し横領罪・背任罪（またはその共犯）などの成否が問題となりうる。
判例・通説によると、譲渡人に関しては、委託物横領罪が成立（動産の場合は契約時、不動産の場合は登記時）すると解されている（最判昭和30年12月26日刑集9巻14号3053頁）。
他方、第二譲受人については、登記を経ることによって第一譲受人に所有権の取得を対抗できる立場にあり、民法上適法な行為をしたにすぎず、これを可罰的と解するべきではないため、譲渡人との間で横領罪の共同正犯または教唆犯は成立しないとされる（最判昭和31年6月26日刑集10巻6号874頁）。ただし、第二譲受人が背信的悪意者に該当するときは、もはや保護すべき理由はなく、横領罪の共同正犯または教唆犯が成立しうると解されている（福岡高判昭和47年11月22日月報4巻11号1803頁）。
なお、抵当権の二重設定の事例では、委託物横領罪ではなく背任罪が成立するものとされる（最判昭和31年12月7日刑集10巻12号1592頁）。